# Jagdschloss Katzenbach

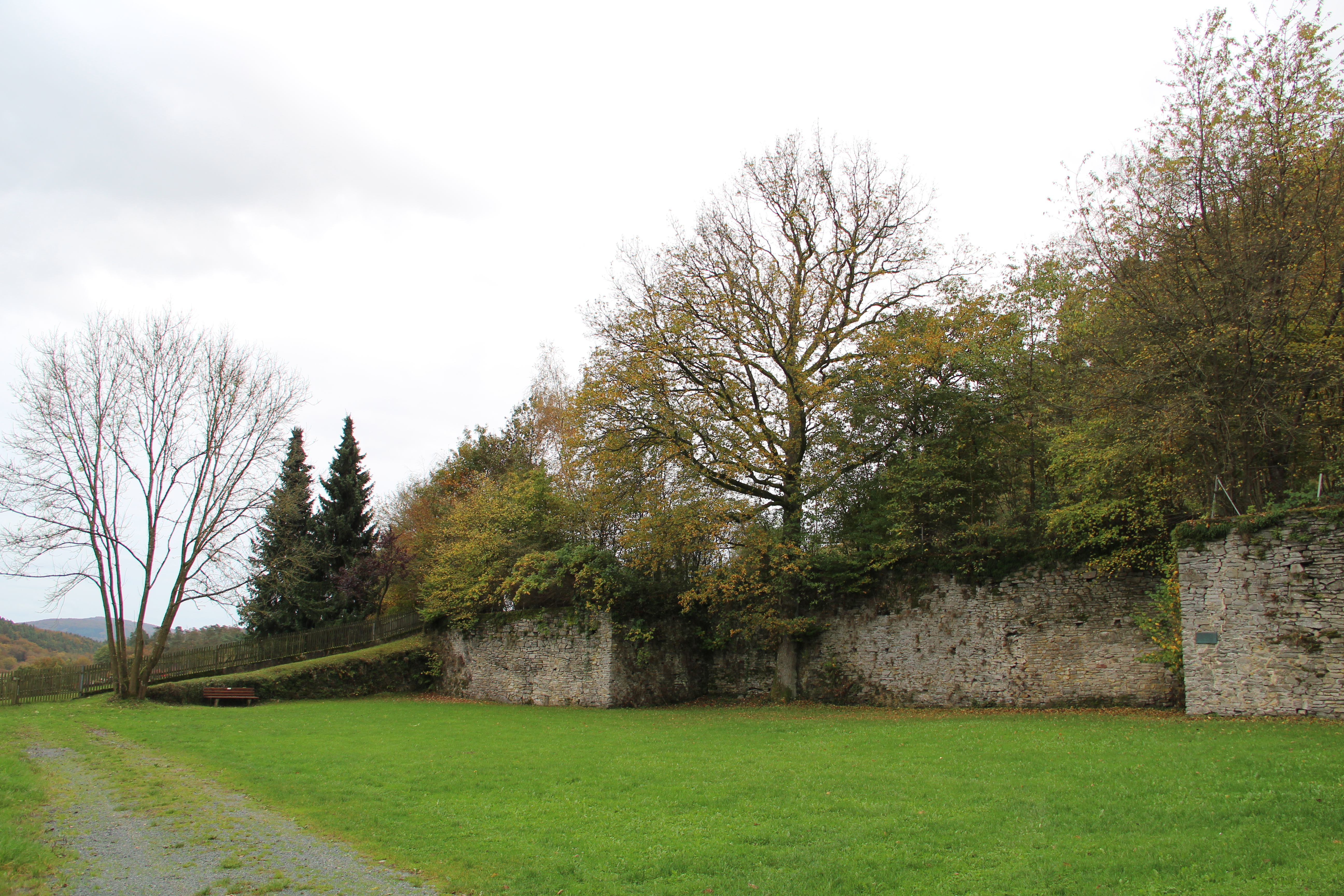
Ruine am Ortsrand von Katzenbach

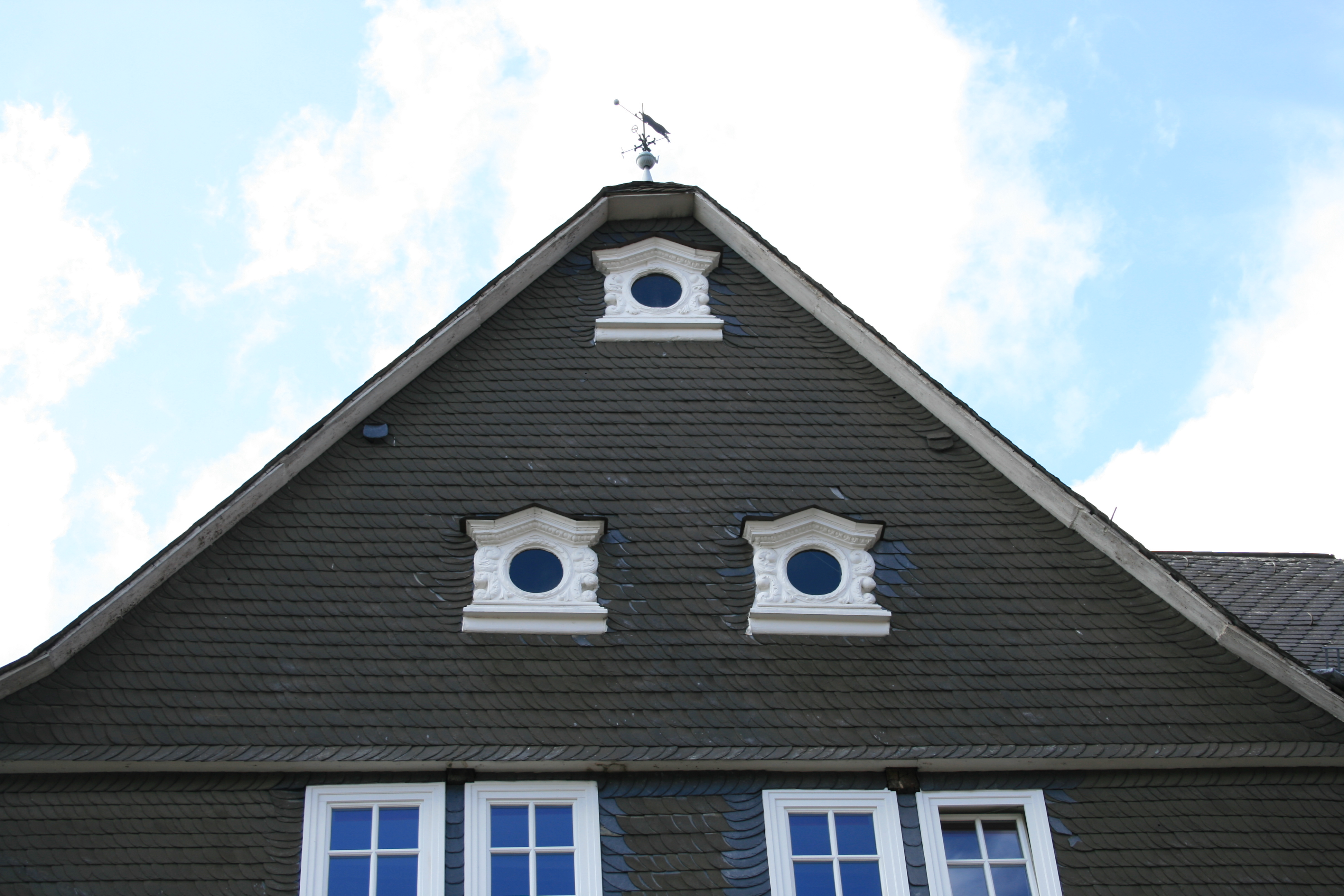
Wiederverwendung von Fenstern des Jagdschlosses im Giebel des Stappschen Hauses in Biedenkopf

Die Reste des Jagdschlosses Katzenbach sind in Katzenbach, dem kleinsten Stadtteil der Gemeinde Biedenkopf, im hessischen Landkreis Marburg-Biedenkopf zu finden. Die Ruinen des Jagdschlosses stehen auf einer Höhe von 300 Metern über NN und können über die Kreisstraße 16 von Kombach oder über eine Gemeindeverbindungsstraße von Buchenau erreicht werden.

## Geschichte
Auf einem aus dem 16. Jahrhundert stammenden Hofgut ließ Ludwig V. von Hessen-Darmstadt ein Jagdhaus errichten, das von Landgraf Ernst Ludwig zum barocken Jagdschloss umgebaut und 1724 erneuert wurde. Bis zu seinem Abbruch 1774 diente es auch als Amtssitz des Oberförsters. Nach dem Abbruch wurden die Balken des Herrenhauses zum Bau des Stappschen Hauses am Marktplatz in Biedenkopf genutzt (heute Hirsch-Apotheke); in dessen Giebel sind noch heute die weißen Rahmen der ovalen Fensterluken zu sehen. Heute ist von dem Jagdschloss ein kleiner Rest von Grundmauern erhalten.

## Architektur

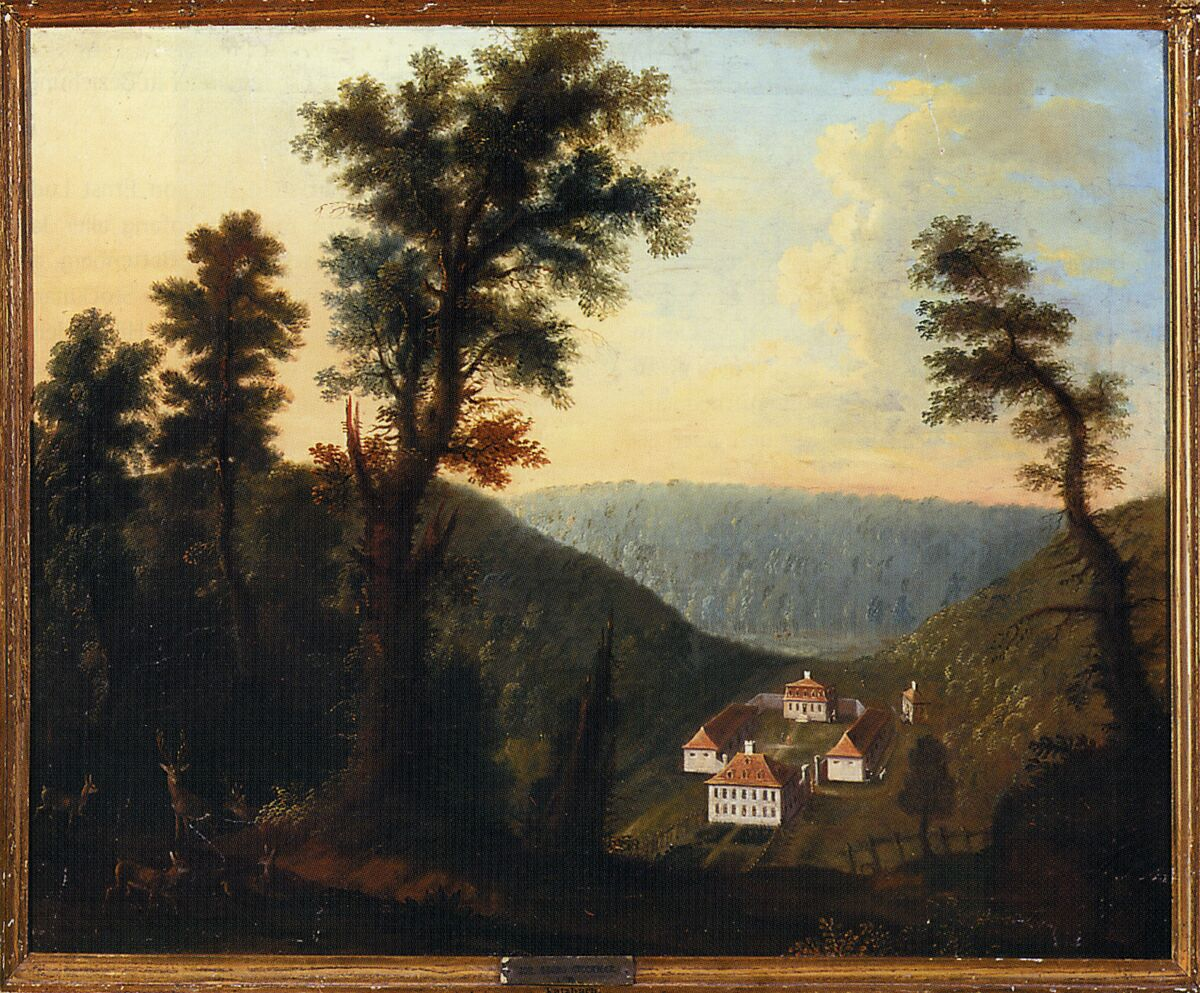
Ölbild von Johann Georg Stockmar

Das Ölbild von Johann Georg Stockmar (1700–1759) im Jagdmuseum Kranichstein zeigt einen rechteckigen Hof, einstöckige längere Wirtschaftsgebäude und Stallungen (Marstall) an den beiden Längsseiten, die mit einem Satteldach versehen waren. An einer der Schmalseiten stand das zweistöckige, sieben auf dreiachsige Herrenhaus mit hohen rechteckigen Fenstern und einem Walmdach, das von einem zinnenbekrönten Schornstein überragt wurde. Gegenüber stand ein kleineres barockes Kavalierhaus in nahezu quadratischem Grundriss bei vier zu drei Achsen, das Mansardwalmdach von in symmetrischer Achsenzahl Gauben durchbrochen und eine breite Freitreppe am Eingang zum Innenhof aufweisend.